# Jacob Maarten van Bemmelen (Chemiker)

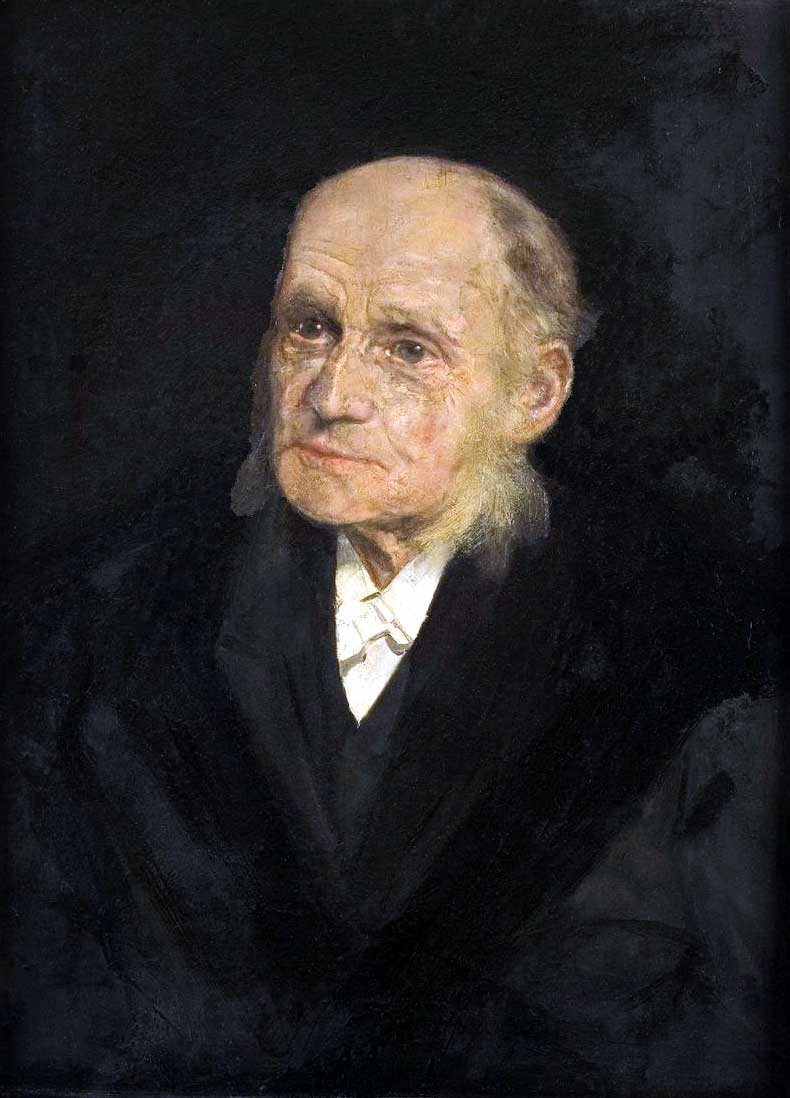
Jacob Maarten van Bemmelen

Jacob Maarten van Bemmelen (* 3. November 1830 in Almelo; † 13. März 1911 in Leiden) war ein niederländischer Chemiker. 

## Leben
Jacob Maarten war der Sohn des Rektors der Lateinschule in Almelo Jan Frans van Bemmelen (* 11. April 1803 in Leiden; † 26. Dezember 1830 in Almelo) und dessen Frau Antoinetta Adriana de Kempenaer (* 24. November 1802 in Amsterdam; † 7. Juli 1878 in Leiden). Nach dem Tod seines Vaters zog seine Mutter nach Leiden, wo er die Lateinschule besuchte. Am 13. September 1847 immatrikulierte er sich an der Universität Leiden um ein Studium der Chemie bei Frederik Kaiser, Pieter Leonard Rijke, Gideon Jan Verdam und Antonius Henricus van der Boon Mesch zu absolvieren. Ab 1852 wurde er Assistent von Petrus Johannes van Kerckhoff (1813–1876) am chemischen Laboratorium der Universität Groningen, promovierte am 16. Oktober 1854 in Leiden mit der chemischen Abhandlung de Cibotio Cumingii und wurde 1856 Lehrer für Chemie an der Landwirtschaftsschule „Akademia Minerva“ in Groningen. 
1864 war er Direktor der Reichs Höheren Bürgerschule (H. B. S.) in Groningen geworden und 1869 Direktor der Reichs Höheren Bürgerschule in Arnhem. Nachdem er am 10. Mai 1873 als Mitglied der königlich niederländischen Akademie der Wissenschaften in Amsterdam aufgenommen wurde, berief man ihn am 6. Februar 1874 zum Professor der anorganischen Chemie an der Universität Leiden, welche Aufgabe er am 25. April mit der Rede De Scheikunde als leer der stofwisseling antrat. Hier lehrte er die Zusammensetzung der Schlemmböden der Niederlande, Absorptionsvermögen von Böden, Struktur von Kolloiden und Absorptionsverbindungen. Seine Untersuchungen befassten sich vor allem mit der praktischen Anwendung der Chemie in der Landwirtschaft. Hierzu führte er analytische Untersuchungen von verschiedenen Bodenproben der Niederlande, der Südsee und Indonesiens durch. 
So erwarb er sich die internationale Anerkennung als Begründer der Kolloidchemie und Bodenchemie der Niederlande. Zudem beteiligte er sich an den organisatorischen Aufgaben der Leidener Hochschule und war 1888/89 Rektor der Alma Mater. Er wurde auch Ritter des Ordens vom niederländischen Löwen. Am 16. September 1901 wurde er emeritiert. Er arbeitete an der ersten Van Bemmelen-Freundlich-Adsorptions-Gleichung, welche durch empirische Forschungsdaten aufgestellt wurde und welche für generalisierende Absorptionsdichte von Isothermen entwickelt wurde. Diese Gleichung erlebte mehrere Anpassungen, fand aber wenig Anerkennung. Sein Name lebt in dem Van Bemmelen Faktor fort, der den Kohlenstoffanteil in organischer Materie beschreibt. Mit seinen vielfältigen Arbeiten über die Aufnahme von chemischen Stoffen in anderen modifizierten Stoffgemischen, wurde er der Gründungsvater der Lehre der chemischen Absorption.

## Familie
Bemmelen verheiratete sich am 31. August 1858 in Maarssen mit Maria Boeke (* 28. Juni 1833 in Amsterdam; † 28. September 1905 in Leiden), Tochter des Amsterdamer Pfarrers Jan Boeke (* 14. April 1804 in Zaandijk; † 9. Juli 1854 in Breukelen) und Jenny de Stoppelaar Blijdesteijn (* 27. Mai 1812 in Utrecht; † 2. Februar 1879 in Amsterdam). Aus der Ehe stammen drei Söhne und drei Töchter. Von diesen Kindern kennt man:
- Johan Frans van Bemmelen (* 26. Dezember 1859 in Groningen; † 6. August 1956 in Leiden) Professor der Biologie an der Universität Groningen, verheiratet mit Adriana Jacoba Paulus (* 27. Juni 1873 in Den Haag; † 19. März 1945 in Leiden)
- Jenny Jacoba van Bemmelen (* 10. August 1861 in Zeist; † 7. Juli 1913 in Groningen) Religionslehrerin
- Anna Francoise van Bemmelen (* 10. August 1861 in Zeist; † 16. November 1926 in Brüssel), Kinderbuchautorin und Reiseschriftstellerin
- Jacoba Maria van Bemmelen (* 7. Januar 1864 in Groningen; † 29. Oktober 1904 in Steinhagen/Mecklenburg-Schwerin) verh. I. 3. Mai 1888 in Leiden mit Joan Machiel Rappard (* 18. Januar 1850 in Amsterdam; † 14. Juni 1893 in Leiden); verh. II. 3. Januar 1902 in Steinhagen mit Bogislav Wilhelm Ulrich von Liebeherr (* 25. Dezember 1856 in Steinhagen, † nach 1934)
- Karel Anton van Bemmelen (* 16. April 1867 in Groningen; † 21. Juli 1892 in Soebang (Krawang, Batavia))
- Willem van Bemmelen (* 26. August 1868 in Groningen; † 28. Januar 1941 in Den Haag) Geophysiker

## Werke
- siehe Jacob Maarten van Bemmelen/Werke